# Valentina Grigoryeva
Valentina Grigoryeva é uma ex-atleta de esqui cross-country.
Representou a União Soviética nos Jogos Paralímpicos de Inverno de 1988 em Innsbruck e conquistou duas medalhas de bronze, nas provas de cinco e dez quilômetros. Ela foi a única atleta soviética a conquistar uma medalha nos Jogos de Innsbruck e, já que esta foi a primeira e a única participação da União Soviética nos Jogos Paralímpicos de Inverno, Grigoryeva detém a distinção de ser a única atleta soviética a ter conquistado uma medalha paralímpica de inverno. Desde então, Grigoryeva não voltou a participar dos Jogos Paralímpicos.